# 耶姆利茨-小迪本
耶姆利茨-小迪本（德語：Jämlitz-Klein Düben）是德国勃兰登堡州的市镇，隶属于施普雷-奈瑟县，总面积为28.72平方千米，截至2023年12月31日总人口为439人。